# Équipe cycliste Basso Flanders

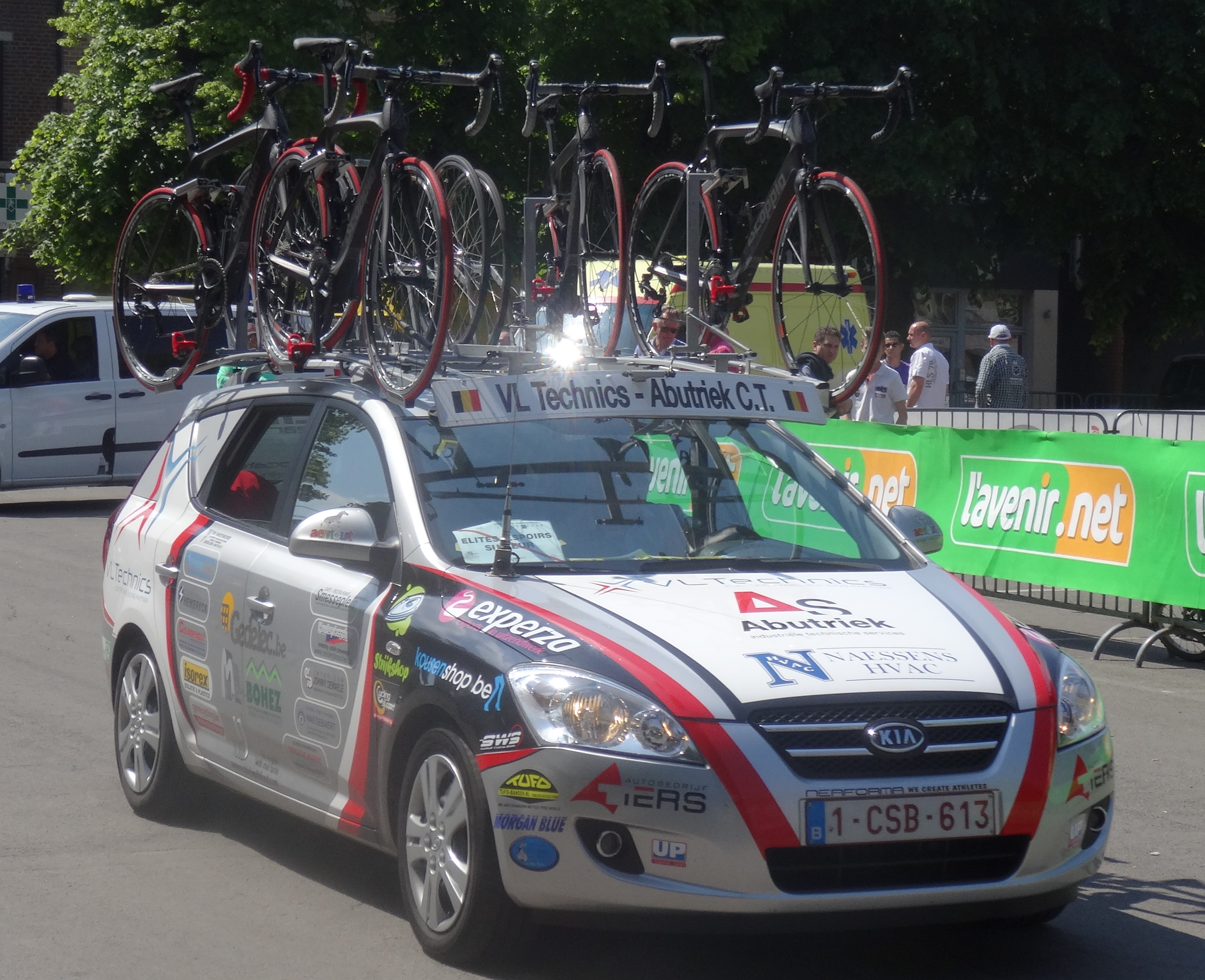
Une des voitures de VL Technics-Abutriek au Grand Prix Criquielion 2014.

L'équipe cycliste Basso Flanders est une équipe cycliste belge néerlandophone participant aux circuits continentaux de cyclisme et aux autres courses du calendrier national. Elle portait le nom de VL Technics-Abutriek jusqu'à la fin de la saison 2018, puis GM Recycling Team les deux années suivantes.

## Histoire de l'équipe
La saison 2014 de l'équipe VL Technics-Abutriek est marquée par la victoire d'Elias Van Breussegem au championnat de Belgique du contre-la-montre espoirs le 1er mai et par celle de Dimitri Claeys au Circuit Het Nieuwsblad espoirs le 5 juillet.
Pour la saison 2015, VL Technics-Abutriek change de nom pour VL Technics-Experza-Abutriek, pour une durée prévue de trois ans. Vingt-cinq coureurs composent son effectif, onze restent, quatorze coureurs font leur entrée, dont cinq juniors. Le manager sportif, Rudy Vandenheede, déclare également que l'équipe participe à la Topcompétition 2015.
En 2019, le club est renommé GM Recycling Team avec l'arrivée d'un nouveau sponsor titre. En avril 2021, elle prend le nom de Basso Team Flanders.

## Championnats nationaux
- Championnats de Belgique sur route : 1
  - Contre-la-montre espoirs : 2014 (Elias Van Breussegem)

## Saisons précédentes

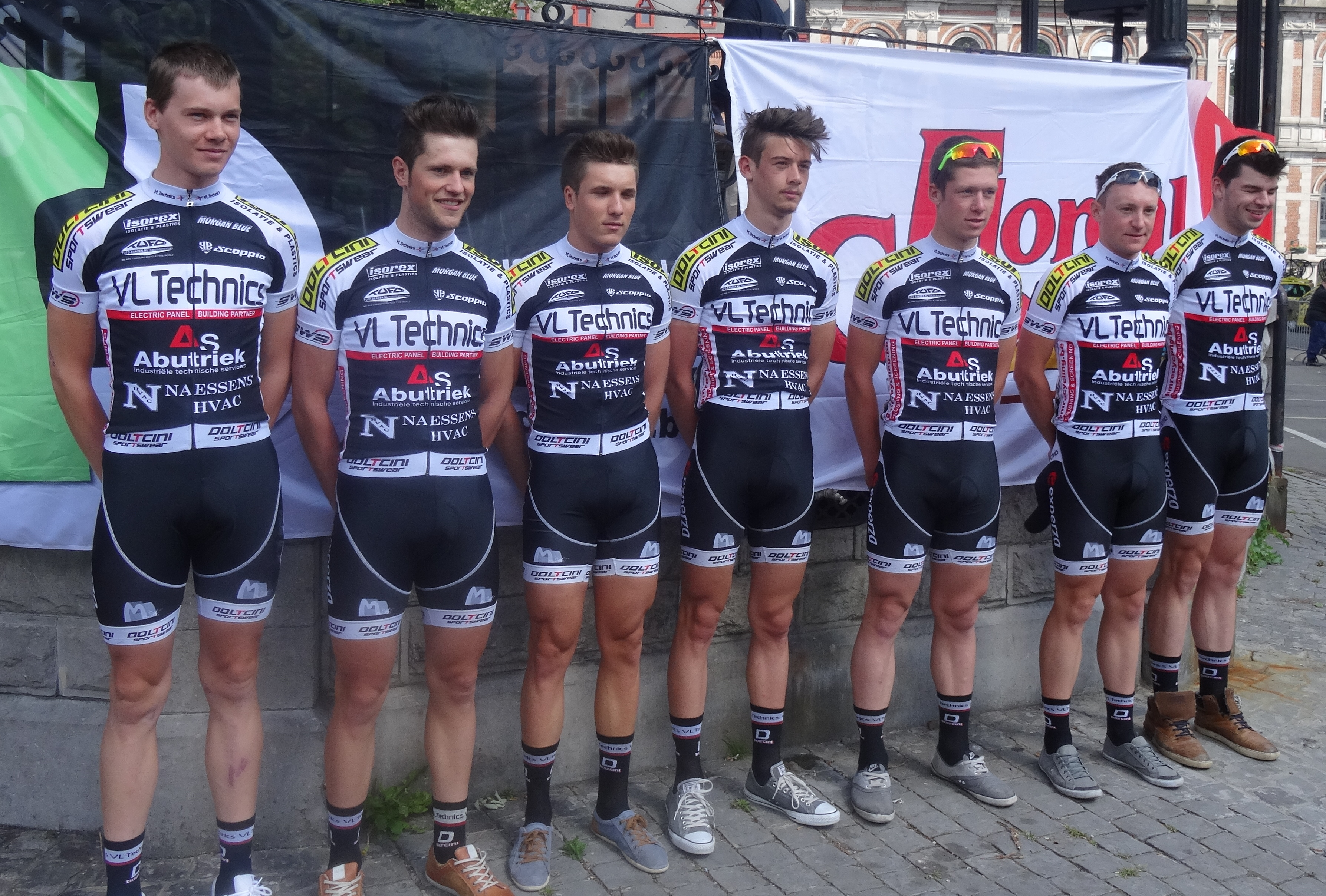
Evert Vanneste, Tom Bosmans, Laurent Pieters, Jan Logier, Floris Thoré, Jochen Deweer et Glenn Rotty lors du Grand Prix Criquielion 2014.

Quelques coureurs
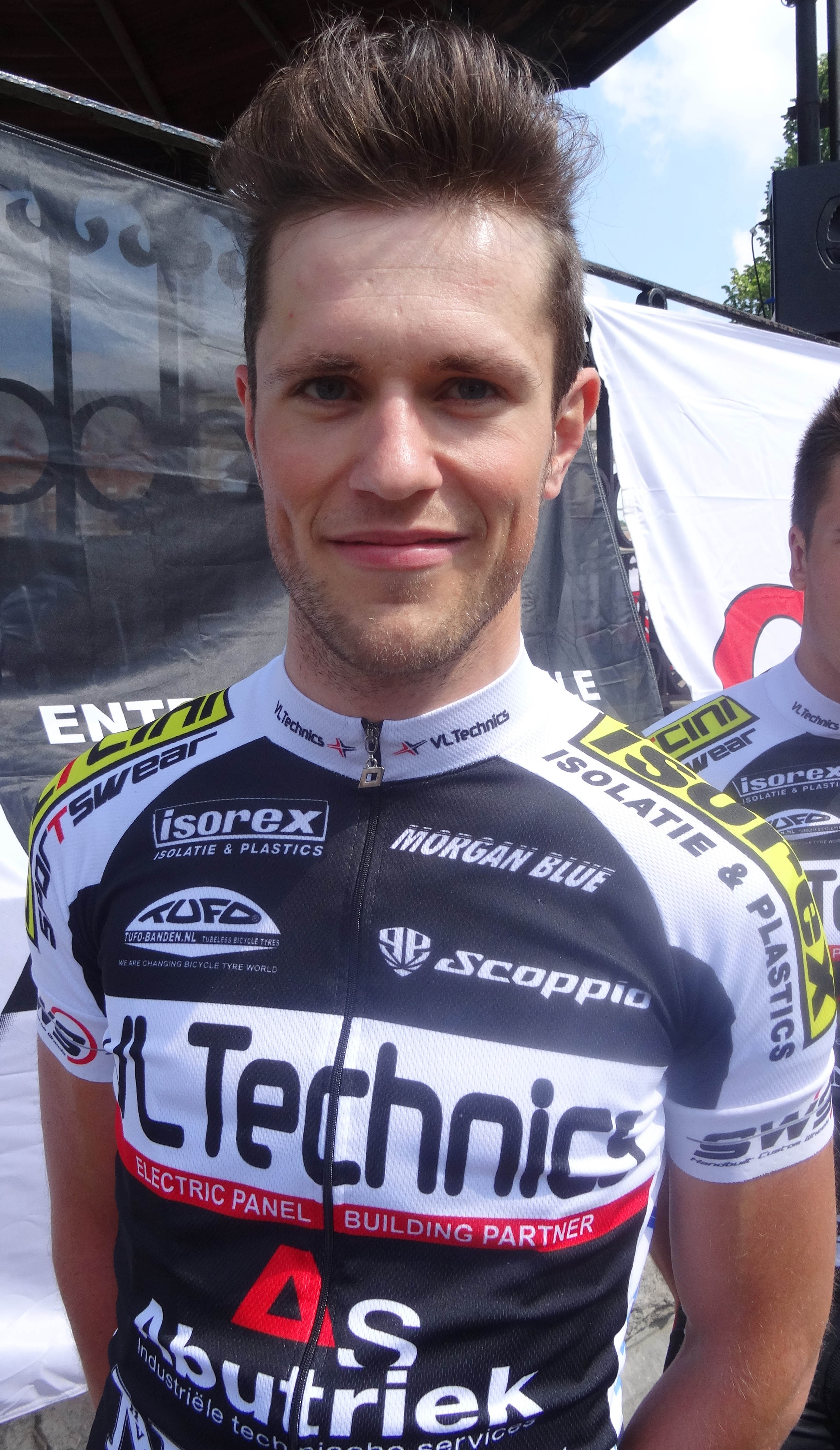
Tom Bosmans.
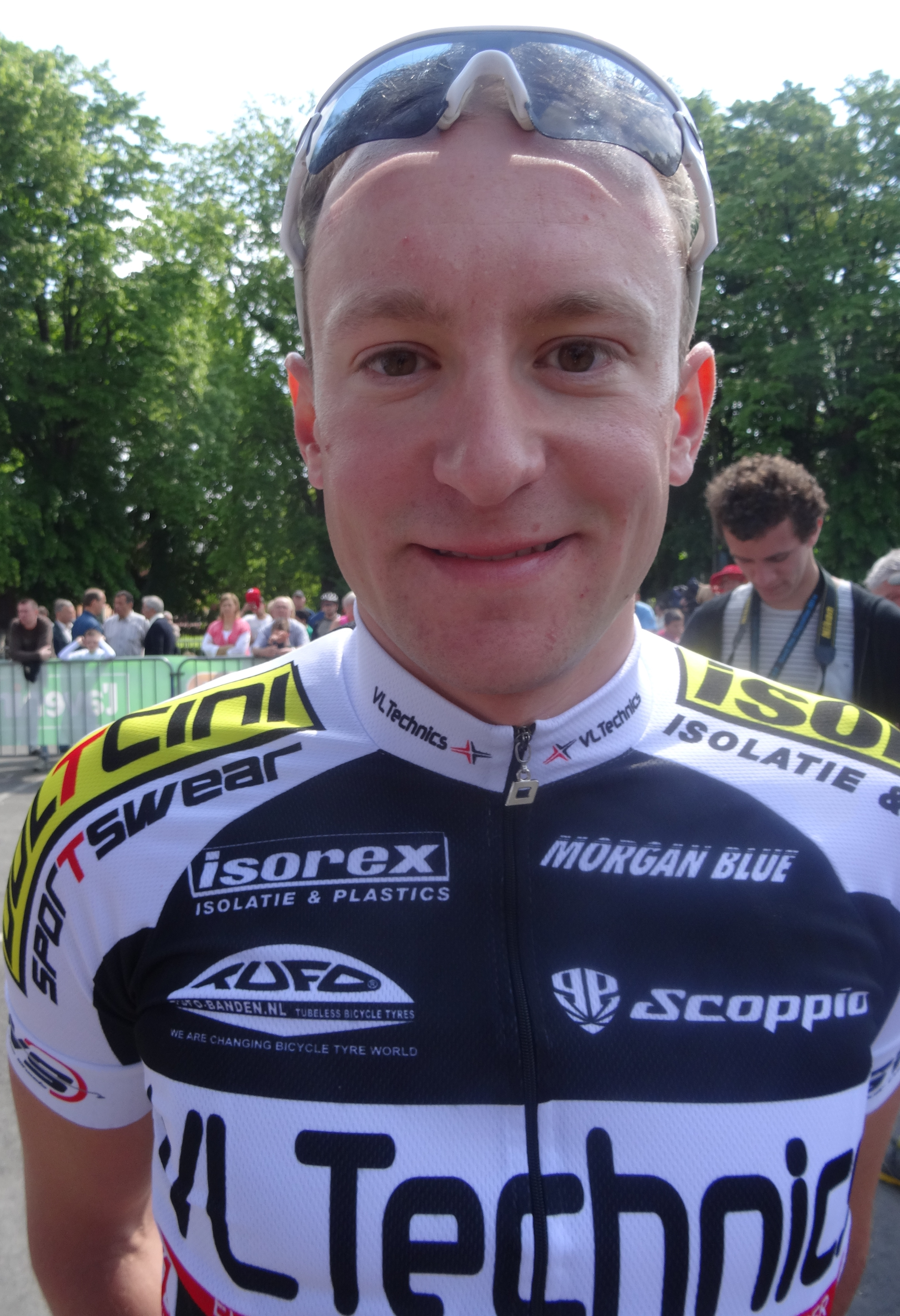
Jochen Deweer.
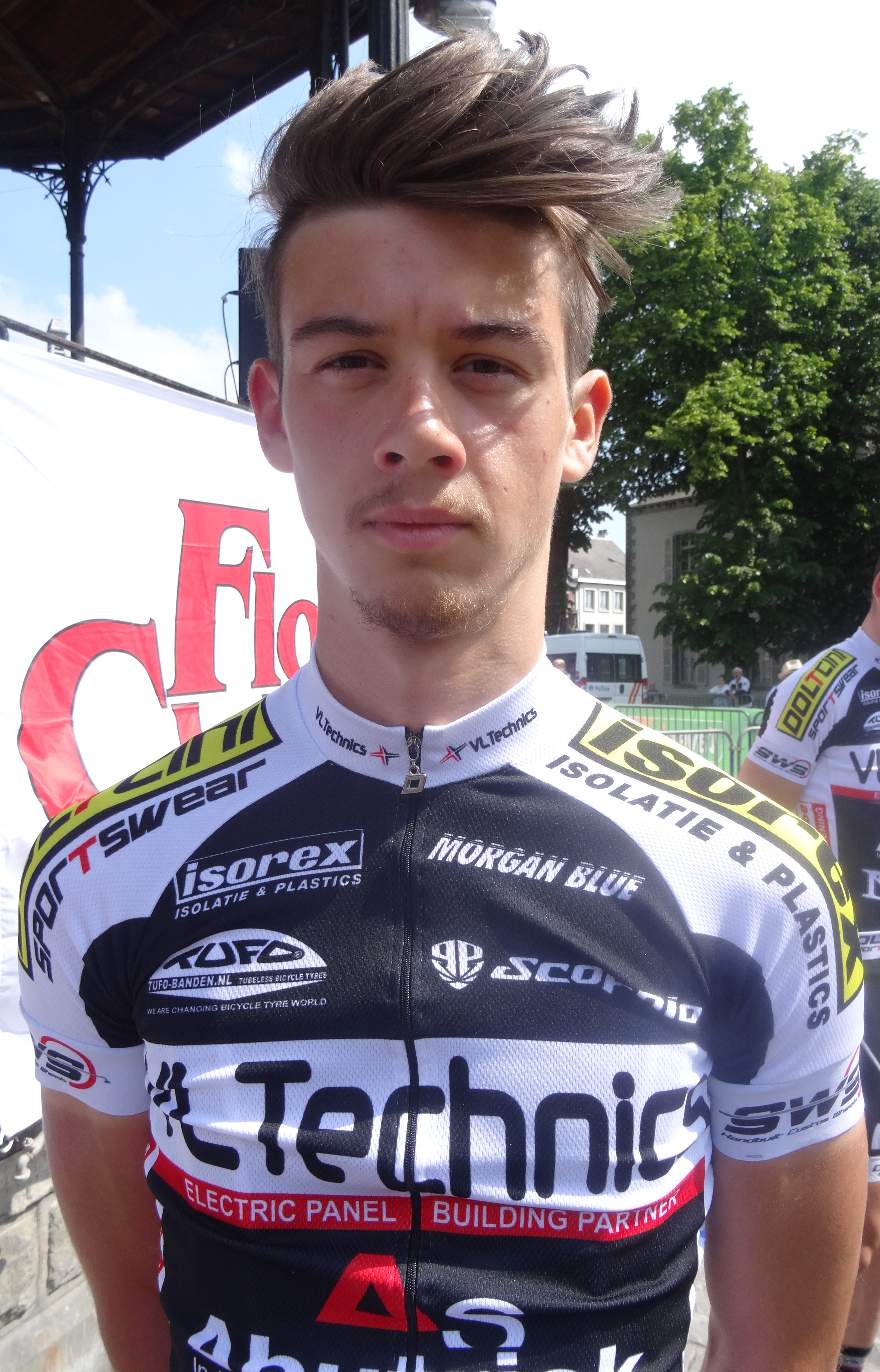
Jan Logier.
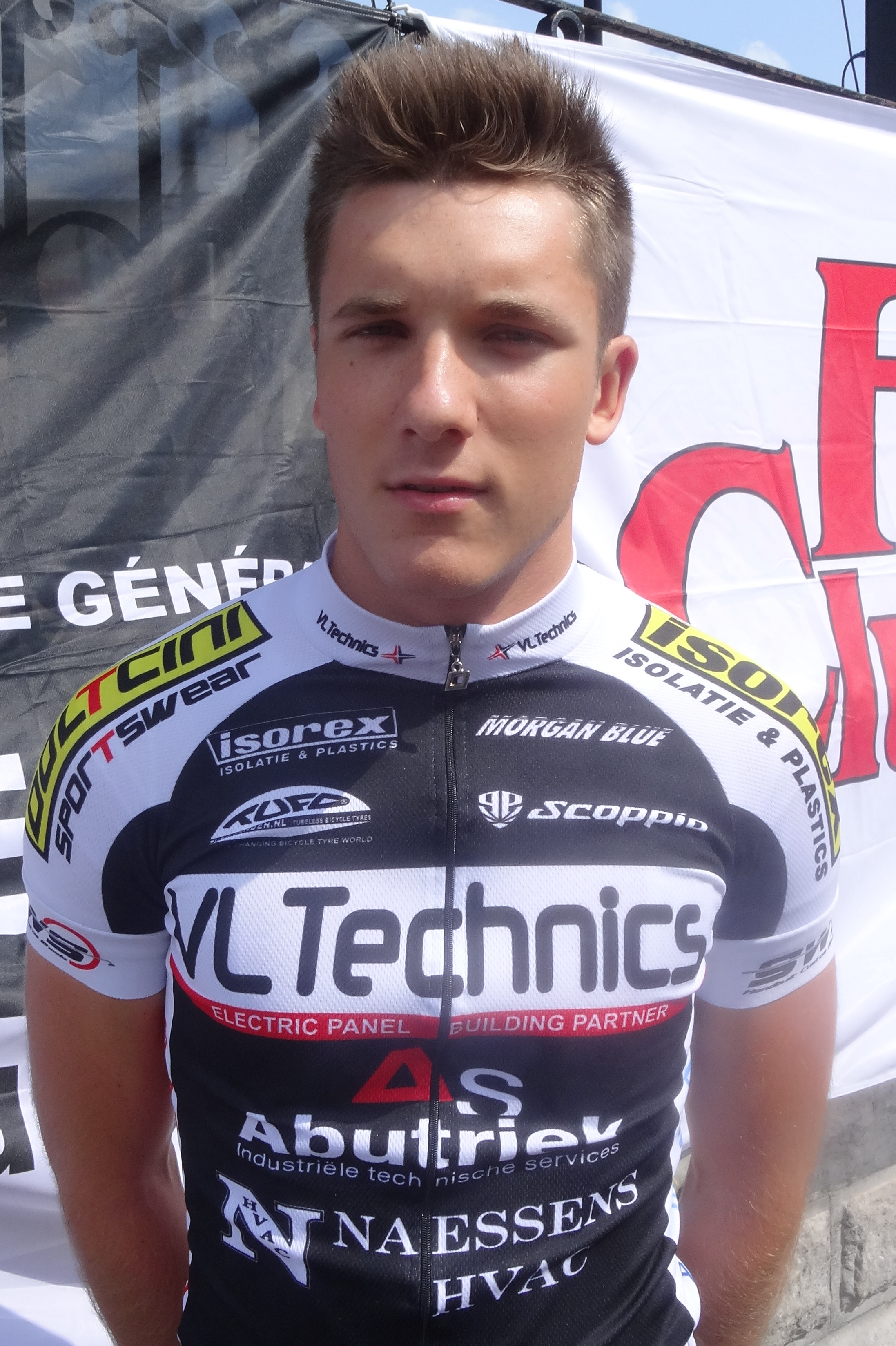
Laurent Pieters.
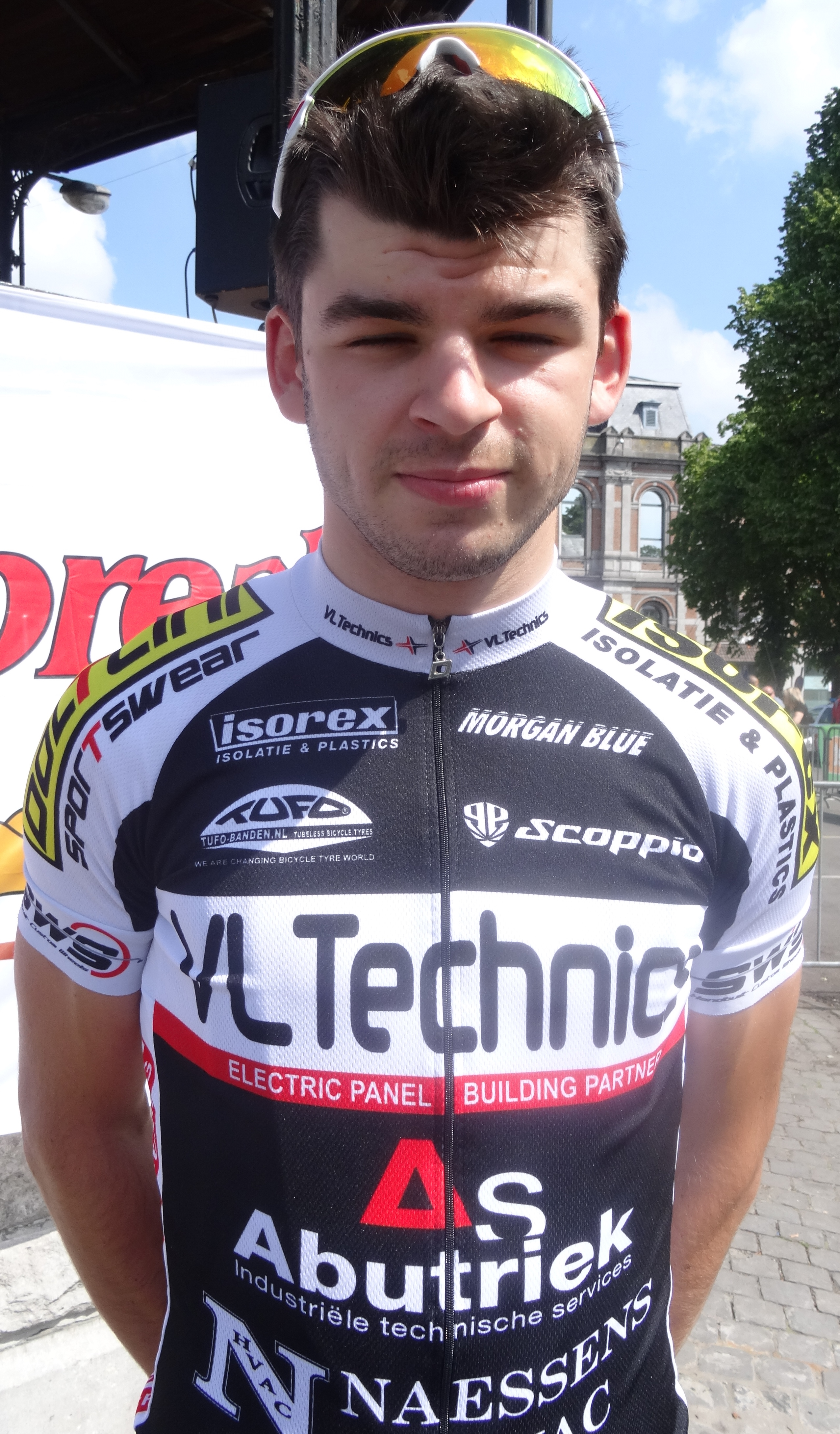
Glenn Rotty.
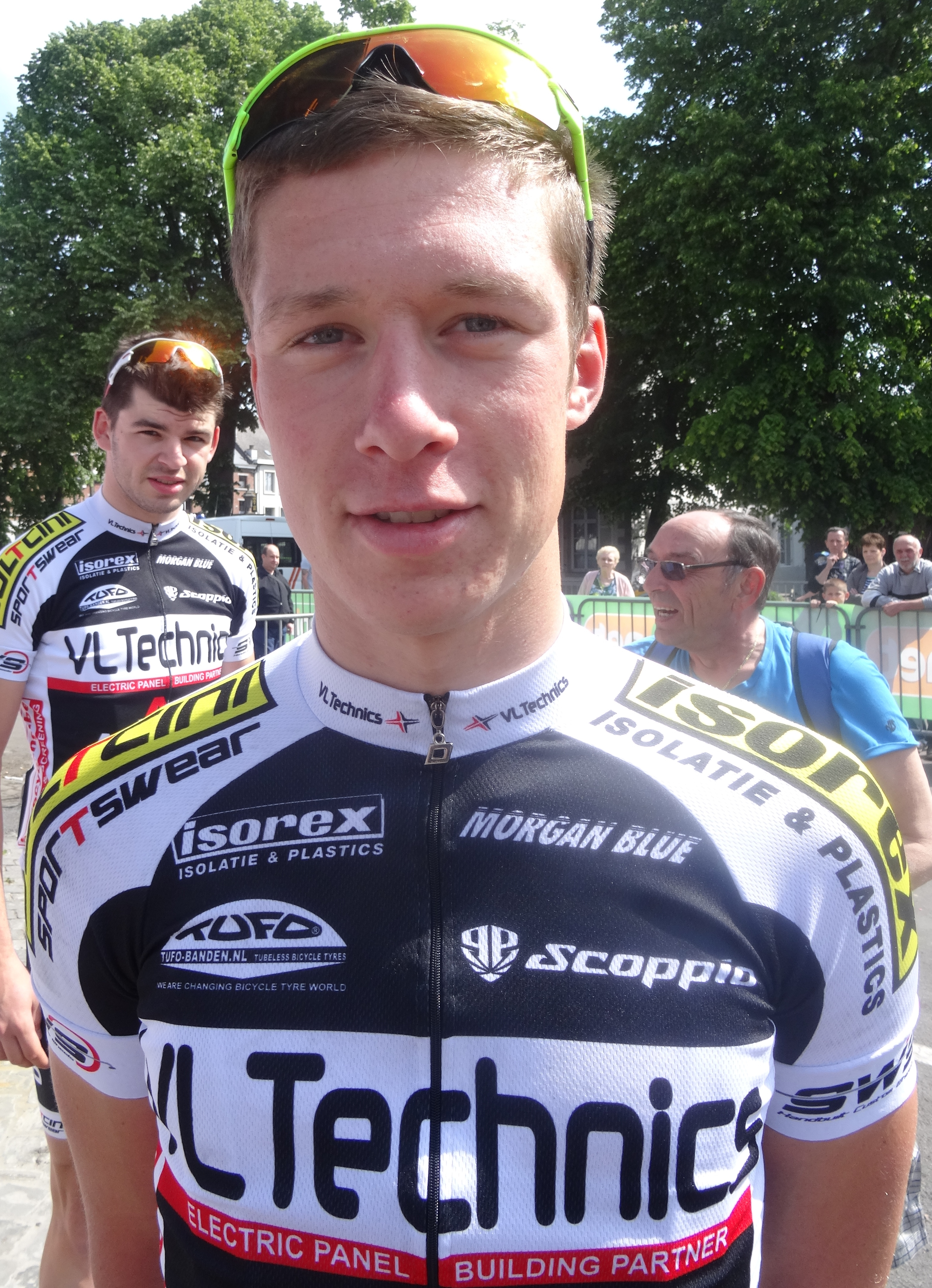
Floris Thoré.
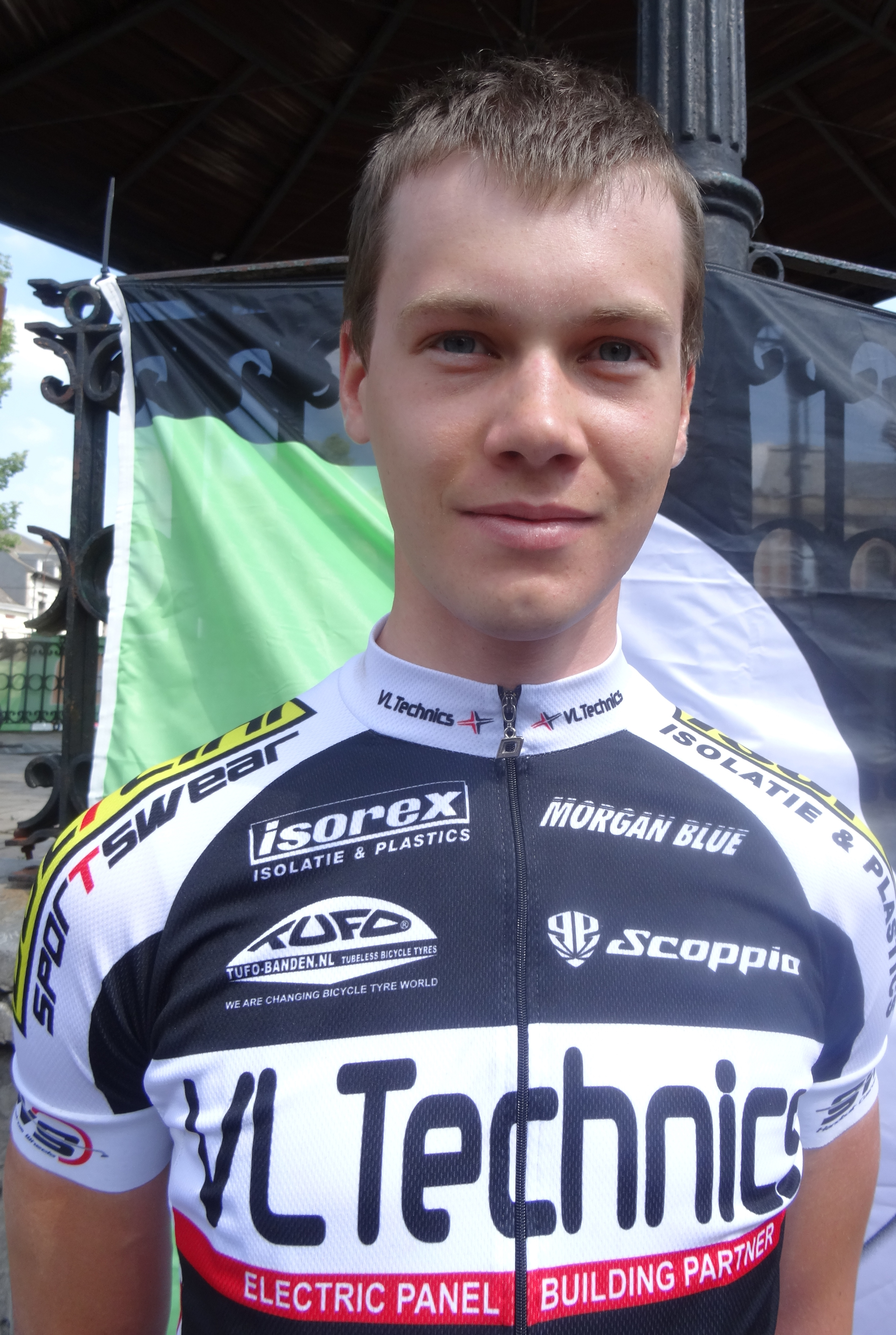
Evert Vanneste.

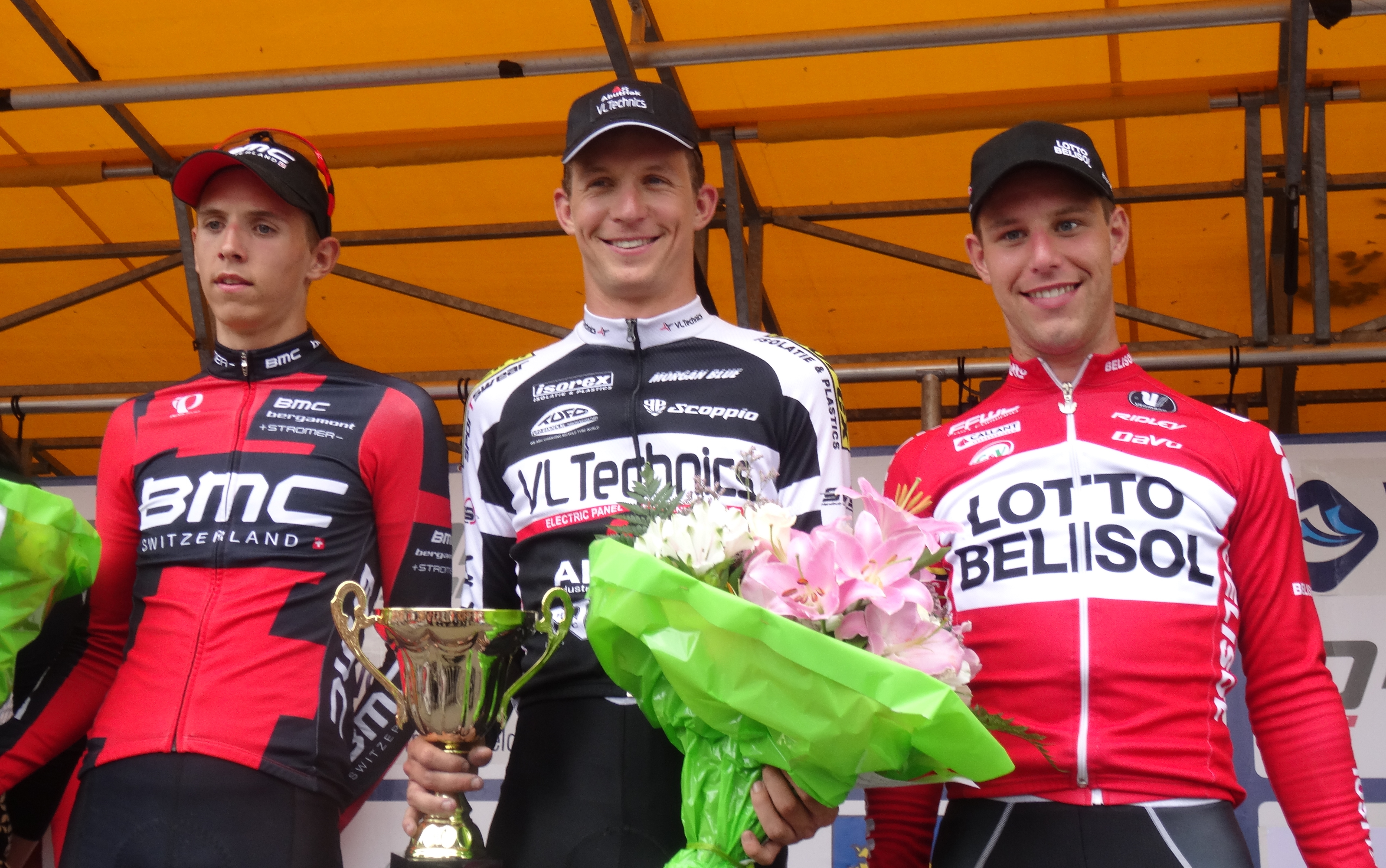
Podium de l'édition 2014 du Circuit Het Nieuwsblad espoirs : Dylan Teuns (2e), Dimitri Claeys (1er), et Jef Van Meirhaeghe (3e).

## VL Technics-Experza-Abutriek en 2016
| Cycliste              | Date de naissance  | Nationalité | Équipe 2015                  |  |
| --------------------- | ------------------ | ----------- | ---------------------------- |  |
| Mathias Ballet        | 10 septembre 1993  | Belgique    | VL Technics-Experza-Abutriek |  |
| Tom Bosmans           | 24 octobre 1994    | Belgique    | VL Technics-Experza-Abutriek |  |
| Axel De Corte         | 16 juillet 1992    | Belgique    | VL Technics-Experza-Abutriek |  |
| Manuel De Naeghel     | 17 juin 1981       | Belgique    | Diavolo                      |  |
| Jan De Witte          | 13 novembre 1970   | Belgique    | Diavolo                      |  |
| Mathias De Witte      | 29 mars 1993       | Belgique    | VL Technics-Experza-Abutriek |  |
| Thomas Demolder       | 22 août 1996       | Belgique    | VL Technics-Experza-Abutriek |  |
| Tuur Deprez           | 20 juin 1996       | Belgique    | VL Technics-Experza-Abutriek |  |
| Maxim Heytens         | 4 avril 1996       | Belgique    | VL Technics-Experza-Abutriek |  |
| Gavin Hoover          | 12 juillet 1997    | États-Unis  | Isorex                       |  |
| Arjen Livyns          | 1er septembre 1994 | Belgique    | VL Technics-Experza-Abutriek |  |
| Jan Logier            | 3 novembre 1994    | Belgique    | VL Technics-Experza-Abutriek |  |
| Jeroen Pattyn         | 22 mars 1996       | Belgique    | VL Technics-Experza-Abutriek |  |
| Karel Pattyn          | 17 juin 1971       | Belgique    | VL Technics-Experza-Abutriek |  |
| Wiebren Plovie        | 10 juillet 1996    | Belgique    | BCV Works-Soenens            |  |
| Brecht Ruyters        | 14 mai 1993        | Belgique    | Lotto-Soudal U23             |  |
| Nicolas Sessler       | 29 avril 1994      | Brésil      | Dovy Keukens-FCC             |  |
| Jens Teirlinck        | 4 janvier 1996     | Belgique    | VL Technics-Experza-Abutriek |  |
| Bram Van Broekhoven   | 4 juin 1992        | Belgique    | VL Technics-Experza-Abutriek |  |
| Brent Van De Kerkhove | 12 octobre 1994    | Belgique    | VL Technics-Experza-Abutriek |  |
| Jovany Van Oudenhove  | 12 juin 1997       | Belgique    | Keukens Redant               |  |
| Cédric Verbeken       | 25 avril 1994      | Belgique    | VL Technics-Experza-Abutriek |  |
| Nicolas Verougstraete | 19 novembre 1997   | Belgique    | Tieltse Renners              |  |
| Seppe Verschuere      | 6 janvier 1994     | Belgique    | VL Technics-Experza-Abutriek |  |
| Jesper Yserbijt       | 18 août 1994       | Belgique    | KSV Deerlijk-Gaverzicht      |  |